# Reginald Beckwith
Reginald Beckwith est un acteur britannique né William Reginald Beckwith, le 2 novembre 1908 à York (Angleterre), et mort le 26 juin 1965 à Bourne End, Buckinghamshire (Angleterre).

## Filmographie partielle

### Cinéma
- 1941 : Radio libre (Freedom Radio) d'Anthony Asquith : Emil Fenner
- 1948 : L'Épopée du capitaine Scott (Scott of the Antarctic) ou L'Aventure sans retour, de Charles Frend : Lieutenant H.R. Bowers
- 1951 : Jezebel (Another Man's Poison), d'Irving Rapper : M. Bigley
- 1951 : L'enquête est close (Circle of Danger), de Jacques Tourneur : Oliver
- 1953 : Tortillard pour Titfield (The Titfield Thunderbolt), de Charles Crichton : Coggett
- 1953 : Week-end à Paris (Innocents in Paris), de Gordon Parry : le photographe
- 1953 : Geneviève (Genevieve), de Henry Cornelius : J.C. Callahan
- 1954 : La Revanche de Robin des Bois (Men of Sherwood Forest), de Val Guest : Frère Tuck
- 1954 : Fast and Loose de Gordon Parry
- 1954 : Le Démon de la danse (Dance Little Lady) de Val Guest
- 1956 : It's a Wonderful World, de Val Guest : le manager
- 1957 : Sept Jours de malheur (Lucky Jim), de John Boulting : le gardien de l'université
- 1957 : En avant amiral ! (Carry On Admiral) de Val Guest
- 1957 : Rendez-vous avec la peur (Night of the Demon), de Jacques Tourneur : Monsieur Meek
- 1958 : De la bouche du cheval (The Horse's Mouth), de Ronald Neame : Capitaine Jones
- 1958 : L'habit fait le moine (Law and Disorder) de Charles Crichton
- 1959 : Les 39 Marches (The 39 Steps), de Ralph Thomas : Lumsden
- 1961 : Le Jour où la Terre prit feu (The Day the Earth Caught Fire), de Val Guest : Harry
- 1962 : The Girl on the Boat de Henry Kaplan (en) : le barman
- 1962 : Mot de passe : courage (The Password Is Courage), d'Andrew L. Stone : sous-officier
- 1963 : Lancelot chevalier de la reine (Lancelot and Guinevere), de Cornel Wilde : Dagonet
- 1964 : Quand l'inspecteur s'emmêle (A Shot in the Dark), de Blake Edwards : le réceptionniste
- 1965 : Opération Tonnerre (Thunderball), de Terence Young : Kenniston
- 1965 : Les Aventures amoureuses de Moll Flanders, de Terence Young : un médecin

### Télévision
- 1962 : Le Prince et le Pauvre, téléfilm : Propriétaire
- 1964 : Le Saint : Recel de bijoux (saison 2 épisode 23) : Enderby